# Легенда (фильм, 1993)
«Легенда» (иер. трад. 方世玉, кант.-рус.: Фон Сай Юк, англ. Fong Sai Yuk) — гонконгский художественный фильм с участием Джета Ли. Как один из ранних кинофильмов, произведённых совместно тремя Китаями (сфинансирован тайваньской кинокомпанией, сделан гонконгской командой со смешанным актёрским составом из Гонконга, Тайваня и континентального Китая и снят на материке), «Фон Сайюк» имел огромный успех на всех трёх территориях. Картина получила награды на церемонии награждения Гонконгской кинопремии и на кинофестивале «Золотая лошадь» за «Лучшую хореографию боевых сцен».

## Сюжет
Фон Сайюк встречает Тхин-тхин на уличных соревнованиях по лёгкой атлетике и влюбляется в неё. Она — дочь Тигра Лёя. Лёй организовывает соревнование по боевым искусствам, победитель в котором получит руку его дочери. Чтобы выиграть, участник должен победить жену Лёя, Сиувань. Сайюк под одобрение друзей принимает участие и побеждает. Он мельком видит свою будущую невесту, на самом деле являющуюся служанкой, заменившей Тхин-тхин, когда та пропала во время схватки. Сайюк решает покинуть состязание.
Мать Сайюка, Миу Чхёйфа, вступает в схватку, переодетая под мужчину, чтобы помочь сыну вернуть свою утраченную гордость. Она побеждает Сиувань, сбивая её с помоста, но ловит её при падении. После этого момента Сиувань влюбляется в Чхёйфа, не зная о том, что она женщина. Лёй принуждает Чхёйфа жениться на его дочери. Ради спасения матери Сайюк женится на Тхин-тхин от имени брата (переодетой матери), но попадает в заключение в доме своего тестя. Он не знает, что его невеста — Тхин-тхин, и они сражаются в темноте. В конце концов, они узнают друг друга.
Чхёйфа удаётся убедить Лёя отпустить сына домой. В это время отец Сайюка, Фон Так, возвращается домой с поездки. Сайюк узнаёт, что его отец — член сообщества Красного Цветка, подпольного повстанческого движения, целью которого является свержение правящей Маньчжурской династии. Во время беседы Така с другими членами сообщества они попадают в засаду губернатора Девяти ворот и его солдат. Губернатор требует от Така список членов сообщества, но тот отказывает. В это время появляется Сайюк со своей матерью. Парень «берёт на себя» губернатора, чтобы родители смогли уйти.
Сайюк с семьёй прячутся в доме родственников, но губернатор посещает поместье и узнаёт беглецов. В бою Така берут в плен, а Сиувань умирает от огнестрельного ранения. Сайюк лжёт матери, что отец был спасён, и решает в одиночку идти за ним. Парень врывается на казнь и сражается с губернатором. На подмогу прибывает его мать с членами сообщества, а также их лидер, Чань Калок. Все вместе они побеждают губернатора с его людьми и освобождают главу семейства. Сайюк становится крестником лидера сообщества, а затем присоединяется к нему.

## В ролях
- Джет Ли — Фон Сайюк[англ.]
- Джозефин Сяо — Миу Чхёйфа
- Мишель Райс[англ.] — Лёй Тхин-тхин
- Ху Хуэйчжун[англ.] — Лэй Сиувань
- Чэнь Сунъюн[англ.] — Тигр Лёй
- Пол Чю[кит.] — Фон Так
- Чжао Вэньчжо[англ.] — Губернатор Девяти ворот
- Чань Лун[исп.] — Маку
- Адам Чэн — Чань Калок[кит.]

## Сборы
Кинолента заняла пятую позицию по сборам в Гонконге в 1993 году (HK$ 30 666 842) и четвёртую на Тайване (NT$ 65 000 000).

## Номинации и награды
| Категория                   | Лауреат            | Результат |
| --------------------------- | ------------------ | --------- |
| Лучшая женская роль         | Джозефин Сяо       | Номинация |
| Лучшая киномонтажная работа | Чён Иучун          | Номинация |
| Лучшая хореография          | Юнь Кхуай, Юнь Так | Победа    |

| Категория                      | Лауреат            | Результат |
| ------------------------------ | ------------------ | --------- |
| Лучший монтаж                  | Чён Иучун          | Победа    |
| Лучшая хореография боевых сцен | Юнь Кхуай, Юнь Так | Победа    |